# Wiktor Artamonow
Wiktor Dmitrijewicz Artamonow (ros. Виктор Дмитриевич Артамонов, ur. 10 lutego 1921 we wsi Ostrow w guberni moskiewskiej, zm. 14 maja 1994 w Moskwie) – radziecki lotnik wojskowy, generał major lotnictwa, Bohater Związku Radzieckiego (1945).

## Życiorys
Dzieciństwo i młodość spędził w Moskwie, gdzie do 1938 skończył 10 klas, a 1938–1939 studiował w Moskiewskim Instytucie Poligraficznym. Później pracował jako tokarz w fabryce samochodów, a 1939–1940 w zakładach lotniczych, w 1940 ukończył aeroklub. Od lipca 1940 służył w armii, do grudnia 1940 uczył się w aeroklubie w Radziechowie, w lipcu 1942 ukończył wojskową lotniczą szkołę pilotów w mieście Engels i został pilotem zapasowego pułku lotniczego w Nadwołżańskim Okręgu Wojskowym. Od października 1942 do kwietnia 1943 był lotnikiem samodzielnego pułku lotniczego 2 Armii Powietrznej Frontu Woroneskiego, od kwietnia 1943 walczył w wojnie z Niemcami jako lotnik, starszy lotnik i dowódca klucza pułku lotnictwa szturmowego na Froncie Woroneskim, od października 1943 do sierpnia 1944 1 Ukraińskim, od sierpnia do października 1944 2 Ukraińskim, a od października 1944 do maja 1945 3 Ukraińskim. Brał udział w bitwie pod Kurskiem, operacji biełgorodzko-charkowskiej, bitwie o Dniepr, operacji kijowskiej, korsuń-szewczenkowskiej, lwowsko-sandomierskiej i jassko-kiszyniowskiej, zajęciu Rumunii i Bułgarii, operacji belgradzkiej i zajęciu Jugosławii. Wykonał 162 loty bojowe samolotem szturmowym Ił-2, wykonując naloty na siłę żywą i technikę wroga. Po wojnie służył w Karpackim Okręgu Wojskowym m.in. jako zastępca dowódcy eskadry, w 1951 ukończył Akademię Wojskowo-Powietrzną w Monino, później pracował jako wykładowca w szkołach lotnictwa wojskowego, 1968 otrzymał stopień generała majora lotnictwa, 1969-1987 kierował zarządem w 30 Centralnym Naukowo-Badawczym Instytucie Techniki Lotniczej i Kosmicznej Ministerstwa Obrony ZSRR, następnie zakończył służbę. Był kandydatem nauk wojskowych i adiunktem.

## Odznaczenia
- Złota Gwiazda Bohatera Związku Radzieckiego (18 sierpnia 1945)
- Order Lenina (18 sierpnia 1945)
- Order Czerwonego Sztandaru (trzykrotnie - 28 września 1943, 5 stycznia 1944 i 14 września 1944)
- Order Wojny Ojczyźnianej I klasy (11 marca 1985)
- Order Czerwonego Sztandaru Pracy (2 lutego 1982)
- Order Czerwonej Gwiazdy (30 grudnia 1956)
- Order „Znak Honoru” (8 maja 1991)
- Order „Za służbę Ojczyźnie w Siłach Zbrojnych ZSRR” III klasy (30 kwietnia 1975)
- Medal „Za zasługi bojowe” (15 listopada 1950)
- Order 9 września 1944 I klasy z Mieczami (Ludowa Republika Bułgarii, 20 lutego 1968)
- Order Tudora Vladimirescu V klasy (Rumunia, 24 października 1969)

I medale ZSRR oraz medale zagraniczne.